# Tłuszczak (ptak)
Tłuszczak (Steatornis caripensis) – gatunek ptaka, jedyny przedstawiciel rzędu tłuszczakowych (Steatornithiformes) i rodziny tłuszczaków (Steatornithidae). Występuje w północnych i północno-zachodnich regionach Ameryki Południowej oraz w Panamie. Nie jest zagrożony.

## Systematyka
Monotypowa rodzina tłuszczaków tradycyjnie była zaliczana do lelkowych (Caprimulgiformes). Ptak ten najbliżej spokrewniony jest z nocolotami (Nyctibiidae), dawniej również zaliczanymi do lelkowych, a obecnie do własnego rzędu nocolotowych (Nyctibiiformes). Nie wyróżnia się podgatunków.

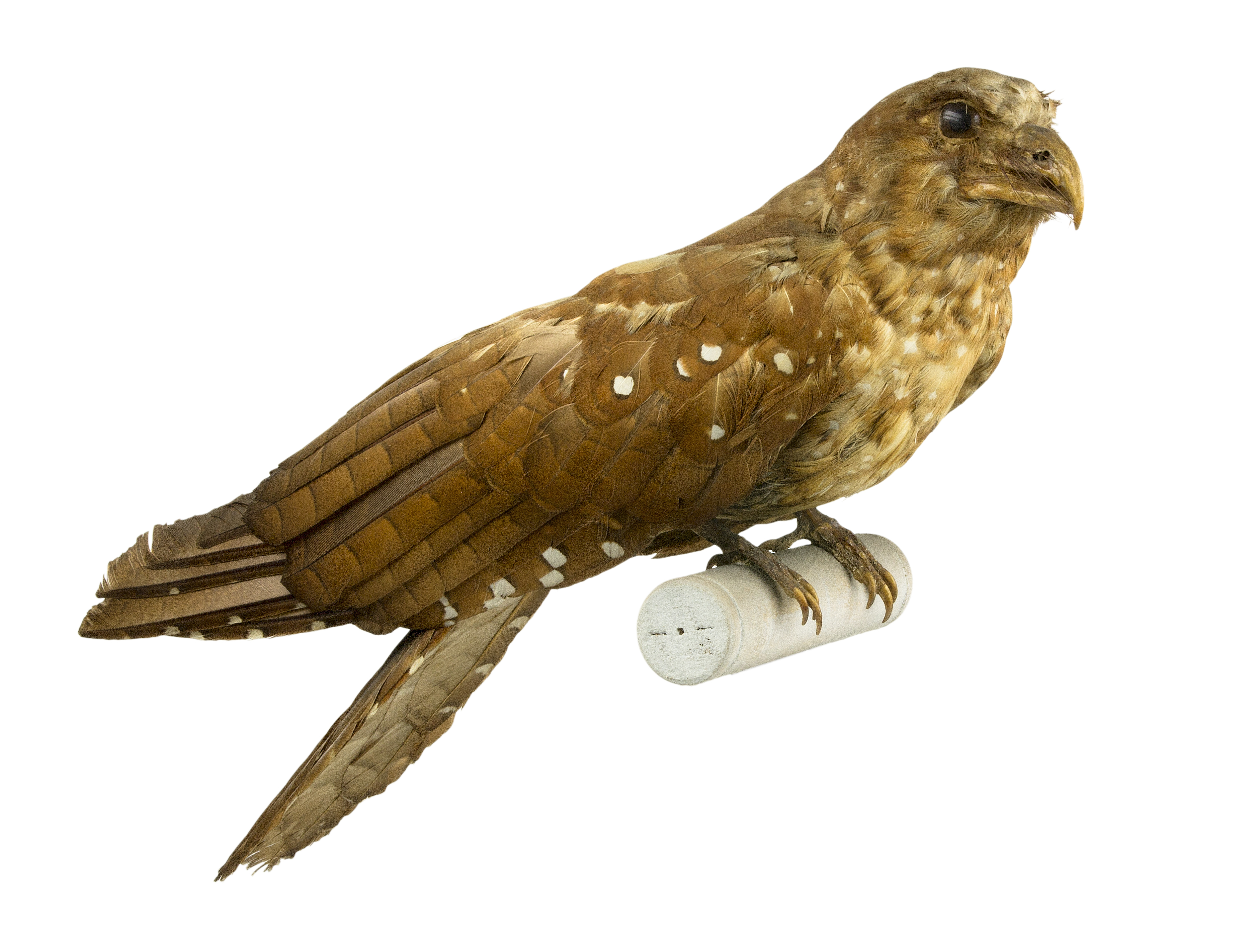
Wypchany okaz muzealny

## Morfologia
Długość ciała 40–49 cm, masa ciała 350–485 g. Jest ptakiem smukłym o długich skrzydłach. Upierzenie kasztanowobrązowe z licznymi białymi plamkami; spód ciała jaśniejszy. Długi, haczykowaty, bocznie spłaszczony dziób z długimi i sztywnymi wibrysami. Tęczówka brązowa.

## Zasięg występowania
Występuje w Panamie i Kolumbii na wschód po Wenezuelę, Trynidad, Gujanę i północną Brazylię oraz na południe po Ekwador, Peru i Boliwię; odnotowano go także w Kostaryce.

## Ekologia
Prowadzi nocny tryb życia, dzień spędza w jaskiniach. W odróżnieniu od ptaków z rzędu lelkowych, nie odżywia się owadami, tylko owocami palm z rodzaju olejowców (Elaeis), oraz kilku tropikalnych gatunków z rodziny wawrzynowatych.
Tłuszczak jest jednym z nielicznych gatunków ptaków, które nawigują w locie przy użyciu echolokacji (wykorzystują ją również wschodnioazjatyckie salangany). W trakcie gwieździstej nocy dobrze widzi, choć gniazduje w zupełnej ciemności. To w jaskiniach orientuje się w przestrzeni za pomocą odbitego echa. Precyzja jest jednak słabsza niż u nietoperzy.
Gniazduje kolonijnie na półkach skalnych wysoko w górze, zwykle w ciemnych jaskiniach. W zniesieniu 2–4 jaja na Trynidadzie, 1–3 w Wenezueli. Inkubacja trwa 32–35 dni. Wysiadywaniem jaj oraz obowiązkami rodzicielskimi zajmują się oboje rodzice. Pisklęta rodzą się prawie nagie, w wieku 30 dni są pokryte puchem. Dorastają powoli ze względu na to, że są karmione owocami. Opuszczają gniazdo w wieku 88–125 dni.

## Status
IUCN uznaje tłuszczaka za gatunek najmniejszej troski (LC, Least Concern). W 2019 roku organizacja Partners in Flight szacowała liczebność populacji na mniej niż 50 tysięcy dorosłych osobników, zaś trend liczebności populacji w latach 1970–2017 uznała za stabilny.